# Invictus (poesia)
Invictus è una poesia scritta dal poeta inglese William Ernest Henley.

## Origine e storia della poesia
Il titolo proviene dal latino e significa "non vinto", ossia "mai sconfitto". Fu composta nel 1875 e pubblicata per la prima volta nel 1888 nel Book of Verses ("Libro di Versi") di Henley, dov'era la quarta di una serie di poesie intitolate Life and Death (Echoes) ("Vita e Morte (Echi)"). In origine non recava un titolo: le prime stampe contenevano solo la dedica 'A R. T. H. B.', un riferimento a Robert Thomas Hamilton Bruce (1846–1899), un affermato mercante di farina e fornaio scozzese che era anche un mecenate letterario. Il titolo Invictus fu aggiunto dallo scrittore e critico letterario Arthur Quiller-Couch quando incluse la poesia nella sua fondamentale antologia della poesia inglese, The Oxford Book of English Verse (1900).
All'età di 12 anni, Henley rimase vittima del morbo di Pott, una grave forma di tubercolosi ossea. Nonostante ciò, riuscì a continuare i suoi studi e a tentare una carriera giornalistica in Francia. Il suo lavoro, però, fu interrotto continuamente dalla grave patologia, che all'età di 17 anni lo costrinse all'amputazione di una gamba per sopravvivere. Henley non si scoraggiò e continuò a vivere per circa 30 anni con una protesi artificiale, fino all'età di 53 anni. Henley era amico di Robert Louis Stevenson, che si ispirò a lui per il personaggio di Long John Silver ne L'isola del tesoro.
La poesia Invictus fu scritta proprio sul letto di un ospedale.
L'ultimo verso viene citato da Oscar Wilde nell'epistola De Profundis del 1897, scritta durante la prigionia nel carcere di Reading, in seguito alla condanna per omosessualità. Il testo, nel ripercorrere la storia della relazione con il giovane Lord Alfred Douglas, porta "I was no longer captain of my soul".
La poesia era usata da Nelson Mandela per darsi coraggio negli anni della sua prigionia durante l'apartheid. Per questo è anche citata nel film Invictus - L'invincibile, del 2009, diretto da Clint Eastwood con Morgan Freeman e Matt Damon, in cui doppiaggio e titolatura in italiano hanno preferito la traduzione libera di invictus con invincibile, anziché con il significato più corretto di invitto, imbattuto, indomito.
Gli ultimi versi della poesia furono usati da Timothy McVeigh come ultimo messaggio prima dell'esecuzione capitale.

## Testo
Out of the night that covers me,

Black as the pit from pole to pole,

I thank whatever gods may be

For my unconquerable soul.

In the fell clutch of circumstance

I have not winced nor cried aloud.

Under the bludgeonings of chance

My head is bloody, but unbowed.

Beyond this place of wrath and tears

Looms but the Horror of the shade,

And yet the menace of the years

Finds and shall find me unafraid.

It matters not how strait the gate,

How charged with punishments the scroll,

I am the master of my fate,

I am the captain of my soul.
 Dal profondo della notte che mi ricopre

Nera come la fossa da polo a polo

Ringrazio gli dei qualunque essi siano

Per la mia anima indomabile.

Nella stretta morsa delle avversità

Non mi sono tirato indietro né ho gridato.

Sotto i colpi d'ascia della sorte

Il mio capo è sanguinante, ma indomito.

Oltre questo luogo di collera e lacrime

Incombe soltanto l'orrore delle ombre.

Eppure la minaccia degli anni

Mi trova, e mi troverà, senza paura.

Non importa quanto stretto sia il passaggio,

Quanto piena di castighi la vita.

Io sono il padrone del mio destino:

Io sono il capitano della mia anima.

## Trasposizioni musicali
Si segnala la trasposizione de chambre del compositore Mario Genesi (2018) per baritono (o contralto o mezzosoprano) e pianoforte, della celebre poesia.
Si segnala anche l'album del 1998 e l'omonima canzone "Invictus" della band Epic Power Metal americana Virgin Steele, il testo della canzone richiama gli stessi temi della poesia, citando direttamente i versi ed allargando ulteriormente le suggestioni per adattarli al resto della narrativa dell'opera.